# Akumal
Akumal (in lingua maya: Luogo delle Tartarughe) è una località turistica situata nello Stato messicano di Quintana Roo.
La località, che si affaccia sul Mar dei Caraibi, si trova circa 100 km a sud di Cancún, tra le città di Playa del Carmen e Tulum (comune di cui fa parte), nel 2005 aveva una popolazione di 1.198 abitanti.
Akumal fu fondata nel 1958 da Pablo Bush Romero, un uomo d'affari messicano appassionato di immersioni. La famiglia Bush tuttora è proprietaria di gran parte della località.